# Asharid-apil-Ekur
Asharid-apil-Ekur (fl. XI secolo a.C.) fu re degli Assiri dal 1075 al 1074 a.C. Succedette al padre, Tiglatpileser I, e gli succedette alla morte il fratello, Assur-bel-kala.